# Chris Pendergast
Chris Pendergast (Irlandés: Croís de Piondárgas) (Govan, Glasgow, Escocia, 19 de febrero de 1986) es un futbolista gaélico escocés y Irlandés. Juega de delantero y su primer equipo fue el Tir Conaill Harps de Glasgow y Glasgow Caledonian University.